# Gábor T. Szántó
Gábor T. Szántó (ur. 10 lipca 1966 w Budapeszcie) – węgierski pisarz, eseista i scenarzysta.
Ukończył studia prawnicze na Uniwersytecie Loránda Eötvösa w Budapeszcie, studiował tam również estetykę i judaistykę. Jest redaktorem naczelnym  miesięcznika Szombat, poświęconego tematyce żydowskiej. Jego debiutem książkowym był zbiór opowiadań zatytułowany A tizedik ember, wydany w 1995 roku. Publikował wiersze, opowiadania i powieści.  
W 2017 roku, na podstawie opowiadania 1945. Powrót do domu, nakręcono film 1945 w reżyserii Ferenca Töröka. Gábor Szántó był współautorem scenariusza. 

## Wybrana twórczość
- Mószer 1997, ISBN 963-14-2091-4
- Keleti pályaudvar, végállomás powieść, 2002, ISBN 963-14-2290-9
- Lágermikulás opowiadania, 2004, ISBN 963-9578-08-8
- A szabadulás íze wiersze, 2010, ISBN 978-973-165-028-9
- Édeshármas powieść, 2012, ISBN 978-963-236-552-7
- Kafka macskái powieść, 2014, ISBN 978-615-5274-77-0
- 1945 és más történetek opowiadania, 2017, ISBN 978-615-5513-78-7
- Európa szimfónia  powieść, 2019, ISBN 978-963-509-020-4
- Keleti pályaudvar, végállomás powieść, 2021, ISBN 978-963-509-368-7